# Militärkommando Norr (Brasilien)
Militärkommando Norr (pt: Comando Militar do Norte) är ett av Brasiliens åtta militärkommandon (ungefär motsvarande militärområde). Militärkommandots område omfattar delstaterna Pará, Amapá och Maranhão. Militärkommandot bildades 2013 av delar och områden som tidigare tillhörde Militärkommando Amazonas. Underställt militärkommando Norr är 8:e militärregionen (8ª Região Militar) som ansvarar för fredsorganisationen, 22:a och 23:e djungelinfanteribrigaderna som utgör insatsförbanden samt understödsförband i form av ingenjörstrupper, militärpolis och underrättelseförband. Djungelinfanteri (Infantaria de Selva) är en förbandstyp som är specialiserad på strid i regnskog och annan tät skogsterräng och som bara förekommer i militärkommando Norr och det intilliggande Militärkommando Amazonas.
Militärkommando Norr ansvarar för försvaret av östra Amazonas, nordkusten samt gränsen mot Surinam, Franska Guyana och Guyana. Försvaret av gränsen administreras av Gränskommando Amapá (Comando de Fronteira do Amapá) och 34:e djungelinfanteribataljonen har ansvar för gränsavsnittet.

## Organisation

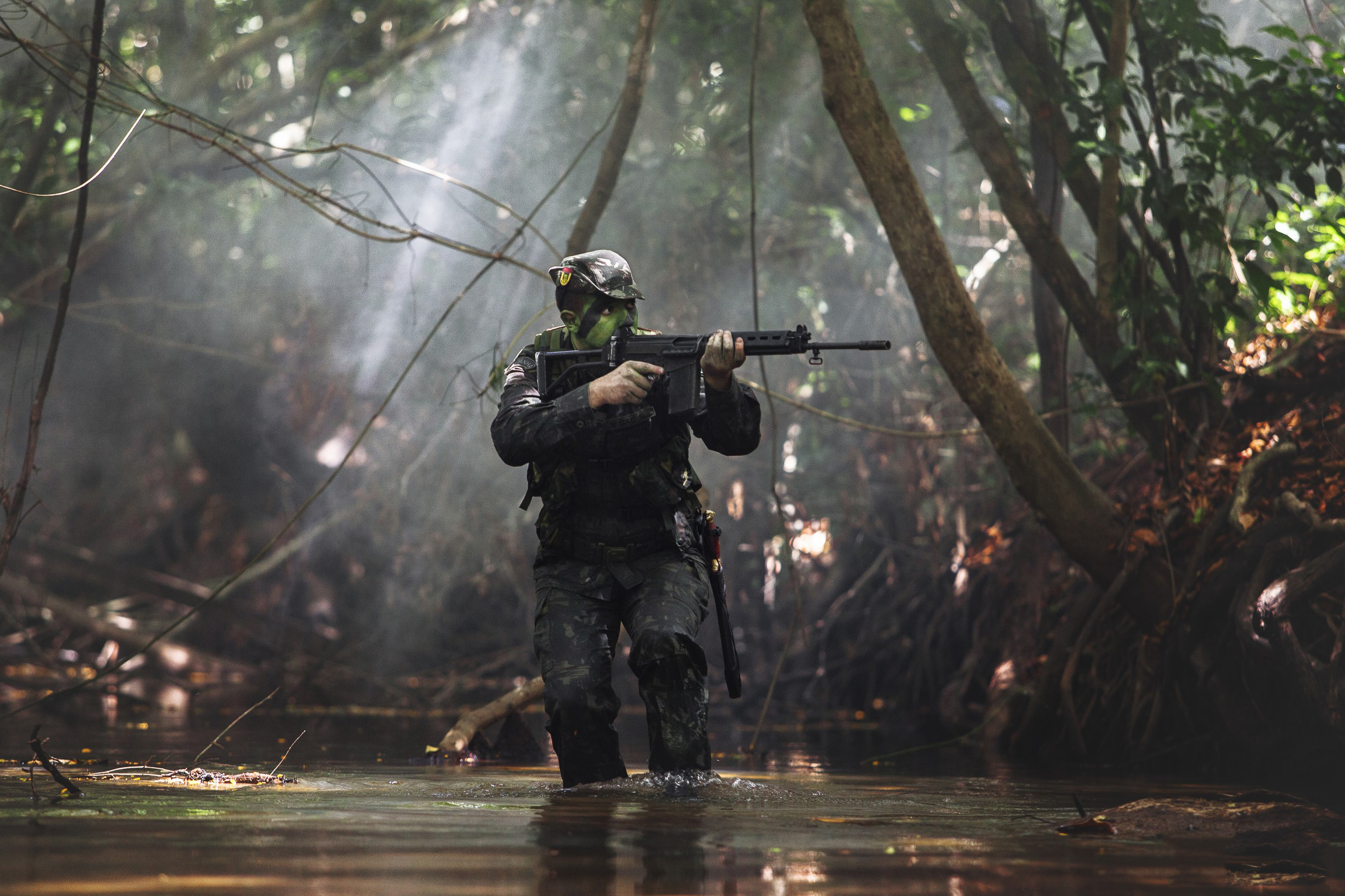
Djungelinfanteri (Infantaria de Selva) är en förbandstyp som är specialiserad på strid i regnskog.

Militärkommando Norr (Comando Militar do Norte) – Belém
 8:e militärregionen (8ª Região Militar) – Belém
 Underhållsverkstad (Parque Regional de Manutenção) – Belém
 Garnisonssjukhuset i Marabá (Hospital de Guarnição de Marabá) – Marabá
 Militärhögskolan i Belém (Colégio Militar de Belém) – Belém
 8:e försörjningsdepån (8º Depósito de Suprimento) – Belém
 8:e ingenjörsbataljonen (8º Batalhão de Engenharia de Construção) – Santarém, Pará
 28:e inskrivningskontoret (28ª Circunscrição de Serviço Militar) – Belém
 22:a djungelinfanteribrigaden (22ª Brigada de Infantaria de Selva) – Macapá
 2:a djungelinfanteribataljonen (2º Batalhão de Infantaria de Selva) – Belém
 24:a djungelinfanteribataljonen (24º Batalhão de Infantaria de Selva) – São Luís
 34:e djungelinfanteribataljonen (34º Batalhão de Infantaria de Selva) – Macapá
 23:e djungelinfanteribrigaden (23ª Brigada de Infantaria de Selva) – Marabá
 50:e djungelinfanteribataljonen (50º Batalhão de Infantaria de Selva) – Imperatriz
 51:e djungelinfanteribataljonen (51º Batalhão de Infantaria de Selva) – Altamira
 52:e djungelinfanteribataljonen (52º Batalhão de Infantaria de Selva) – Marabá
 53:e djungelinfanteribataljonen (53º Batalhão de Infantaria de Selva) – Itaituba
 23:e djungelkavalleriskvadronen (23º Esquadrão de Cavalaria de Selva) – Tucuruí
 1:a fältartillerigruppen (1º Grupo de Artilharia de Campanha de Selva) – Marabá
 23:e logistikbataljonen (23º Batalhão Logístico de Selva) – Marabá
 23:e sambandskompaniet (23ª Companhia de Comunicações de Selva) – Marabá
 33:e armépolisplutonen (33º Pelotão de Polícia do Exército) – Marabá
 15:e armépoliskompaniet (15ª Companhia de Polícia do Exército) – Belém
 8:e underrättelsekompaniet (8ª Companhia de Inteligência) – Belém